# Kolej dziecięca w Jekaterynburgu
Kolej dziecięca w Jekaterynburgu (ros. Свердловская детская железная дорога, trb. Swierdłowskaja dietskaja żeleznaja doroga; właśc. Свердловская детская железная дорога имени Николая Алексеевича Островского, Swierdłowskaja dietskaja żeleznaja doroga imieni Nikołaja Aleksiejewicza Ostrowskogo) – linia kolei dziecięcej działająca od 1960 roku w rosyjskim Jekaterynburgu.

## Historia
Pierwsze plany budowy kolei dziecięcej w Jekaterynburgu (ówcześnie Swierdłowsk) pojawiły się w latach 30. XX wieku. Pod koniec lat 50. projekt zyskał aprobatę władz. Latem roku 1958 gotowy był już projekt przebiegu linii, jesienią rozpoczęła się jej budowa. Linię uroczyście otwarto 9 lipca 1960 roku. Kolej obsługiwała dostarczona z Kaługi lokomotywa spalinowa TU2, do której przyłączano wagony osobowe produkcji Pafawagu.
Linię wybudowano jako odcinek z pętlą na jednym z końców, z dwiema stacjami i dwoma przystankami. Na głównej stacji kolei zbudowano niewielką zajezdnię dla lokomotyw. Na wszystkich przystankach wybudowano wysokie perony. Na trasie umiejscowiono jeden wiadukt (przebiegający nad chodnikiem) oraz (w innym miejscu) – kładkę dla pieszych ponad torami.

### Przebudowy
Na początku XXI wieku zadecydowano o przebudowie jednej z ulic przebiegającej wzdłuż granicy parku, co spowodowało konieczność przeniesienia głównej stacji kolei w głąb tego terenu. Zakładano budowę 4,5 kilometra nowych torów, siedmiu przystanków, kilku mostów, obszernej, trzypiętrowej zajezdni i nowoczesnego dworca. W 2010 roku wyremontowano infrastrukturę kolei oraz położono nowy tor na żelbetowych podkładach. Zamieniono wtedy również ze sobą nazwami stacje Пионерская (Pionierskaja) i Юбилейная (Jubilejnaja). W 2016 roku otwarto nowy, czterokondygnacyjny budynek dworca z pomieszczeniami o charakterze szkoleniowym oraz kulturalnym; rok później kolej wzbogaciła się o dwupiętrową zajezdnię.

## Tabor

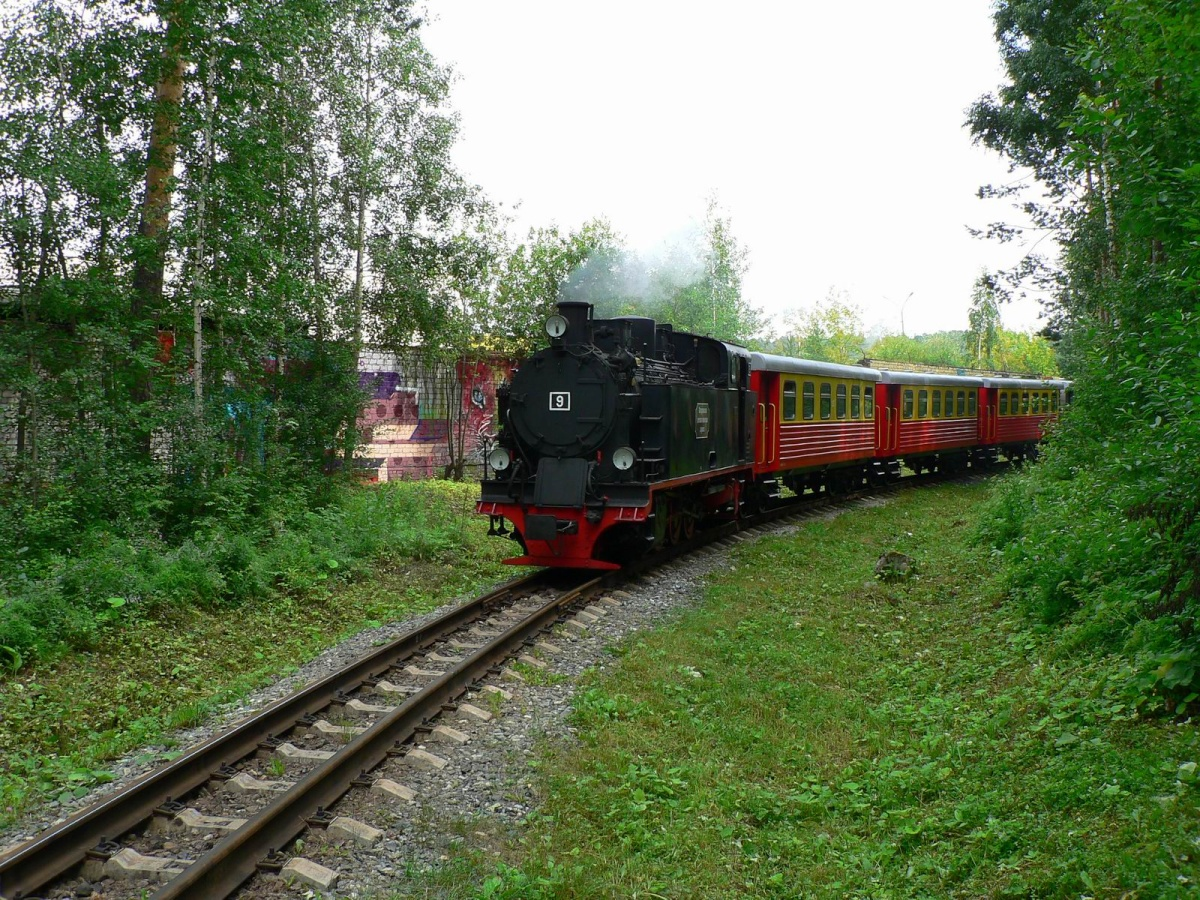
Parowóz w Jekaterynburgu

Wkrótce po otwarciu do taboru obsługującego linię dołączyła jeszcze jedna lokomotywa TU2, a w roku 2000 – trzecia lokomotywa z tej serii. W 2008 roku kolej otrzymała nowszą lokomotywę, TU7A, uruchomioną po raz pierwszy w roku 2010; w lipcu roku 2012 natomiast dostarczono tam lokomotywę TU10. Od 2014 roku w weekendy i święta na linię wyjeżdża parowóz.
Oprócz ośmiu wagonów Pafawagu funkcjonujących tu od 1960 roku, wraz z dostawą lokomotywy TU7 (rok 2008) dostarczono też trzy wagony osobowe wyprodukowane w Kambarskich zakładach mechanicznych. W roku 2013 dostarczono kolejne trzy wagony, a następne w latach 2017–2018.

## Edukacja
Do 2014 roku na kolei w pięciu zmianach szkolili się uczniowie z pięciu różnych części miasta. Poza sezonem letnim szkolenie teoretyczne odbywało się w pięciu różnych salach dydaktycznych w mieście. Później rozbudowa kolei umożliwiła organizację kolejnych zmian.
Przy kolei funkcjonuje także ośrodek edukacyjny „Кванториум” („Kwantorium”), mający na celu rozwój umiejętności poznawczych i inżynieryjnych uczniów.

## Turystyka
W sezonie 2020 pociągi kursowały w piątki, soboty i niedziele, kilkukrotnie w godzinach 11:00–18:30. Oprócz zwykłych przejazdów koleją, oferowano również inne usługi, np. wynajem całego wagonu, przejazdy drezyną ręczną czy organizację imprez.
Dla turystów otwarte jest także muzeum kolei wąskotorowych, z ponad 60 eksponatami. Można zobaczyć tam między innymi lokomotywy parowe i spalinowe, sprzęt do prac torowych czy wagony – towarowe i osobowe.